# Nationaal Congres van Chili

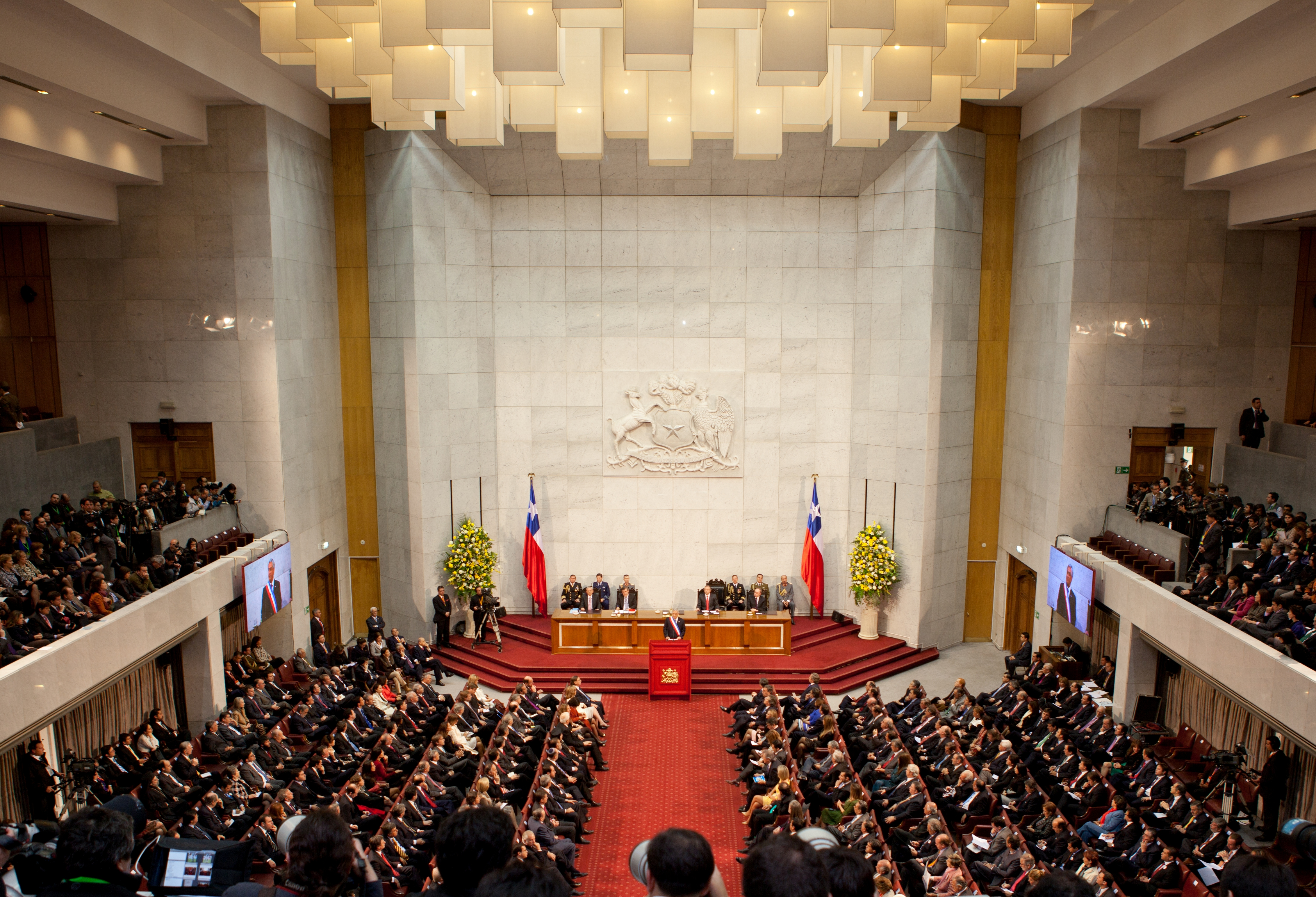
Zittingzaal van het Nationaal Congres van Chili

Het Congreso Nacional de Chile (Nederlands: Nationaal Congres van Chili) is het parlement van de Republiek Chili en vormt de wetgevende macht van het land.
Het Congres werd op 4 juli 1811 gesticht en bestaat uit de Cámara de Diputados (Kamer van Afgevaardigden) met 120 leden en de Senado (Senaat) met 38 leden. 
De organisatie van het Nationaal Congres en de bevoegdheden worden geregeld in de artikelen 42 t/m 59 van de huidige grondwet en de Constitutionele Organieke Wet No. 18.918. Het Congres komt samen in het gebouw dat tijdens de laatste jaren van de regering van Pinochet werd gebouwd in Valparaíso, de belangrijkste havenstad van het land. Valparaíso is echter niet de hoofdstad van het land, dat is Santiago, waar het parlement tot 1990 vergaderde, waar nu nog het voormalige neoclassicistische parlementsgebouw uit 1901 staat.

## Samenstelling (2013-)
| Senaat van Chili                  | Senaat van Chili  |
| Regeringscoalitie                 | Regeringscoalitie |
| Partij                            | Zetels            |
| --------------------------------- | ----------------- |
| PDC                               | 7                 |
| PS                                | 9                 |
| PPD                               | 6                 |
| MAS                               | 1                 |
| Onafhankelijke kandidaat          | 1                 |
| Oppositie                         |                   |
| UDI                               | 7                 |
| RN                                | 6                 |
| Onafhankelijke kandidaat          | 1                 |
| Overige senatoren                 |                   |
| Patagonische Regionale Democratie | 1                 |
| Amplitude                         | 1                 |
| Onafhankelijke kandidaat          | 1                 |
| Totaal:                           | 38                |

| Kamer van Afgevaardigden van Chili | Kamer van Afgevaardigden van Chili |
| Regeringscoalitie                  | Regeringscoalitie                  |
| Partij                             | Zetels                             |
| ---------------------------------- | ---------------------------------- |
| PDC                                | 21                                 |
| PS                                 | 16                                 |
| PPD                                | 15                                 |
| PCCh                               | 6                                  |
| PRSD                               | 6                                  |
| IC                                 | 1                                  |
| Onafhankelijke kandidaat           | 2                                  |
| Oppositie                          |                                    |
| UDI                                | 29                                 |
| RN                                 | 15                                 |
| Evópoli                            | 1                                  |
| Chile Vamos                        | 2                                  |
| Overige senatoren                  |                                    |
| Onafhankelijke kandidaat           | 1                                  |
| Amplitude                          | 2                                  |
| PL                                 | 1                                  |
| Totaal:                            | 120                                |

## Galerij

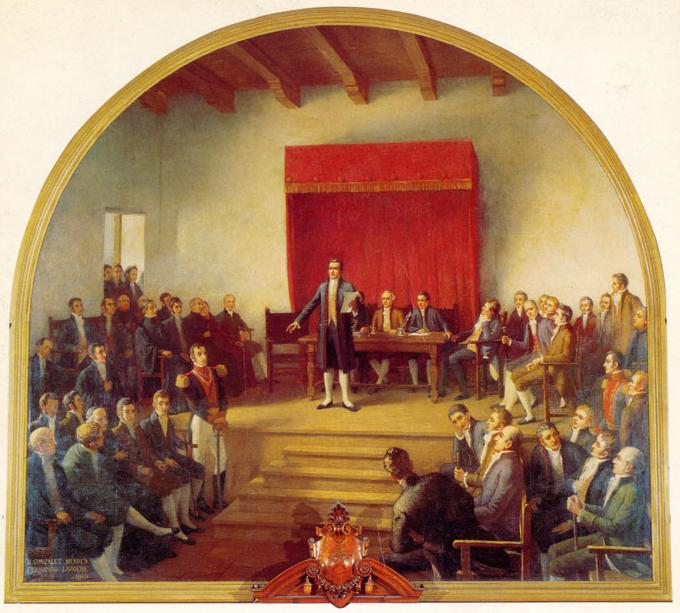
Eerste zitting van het Nationaal Congres (1811)
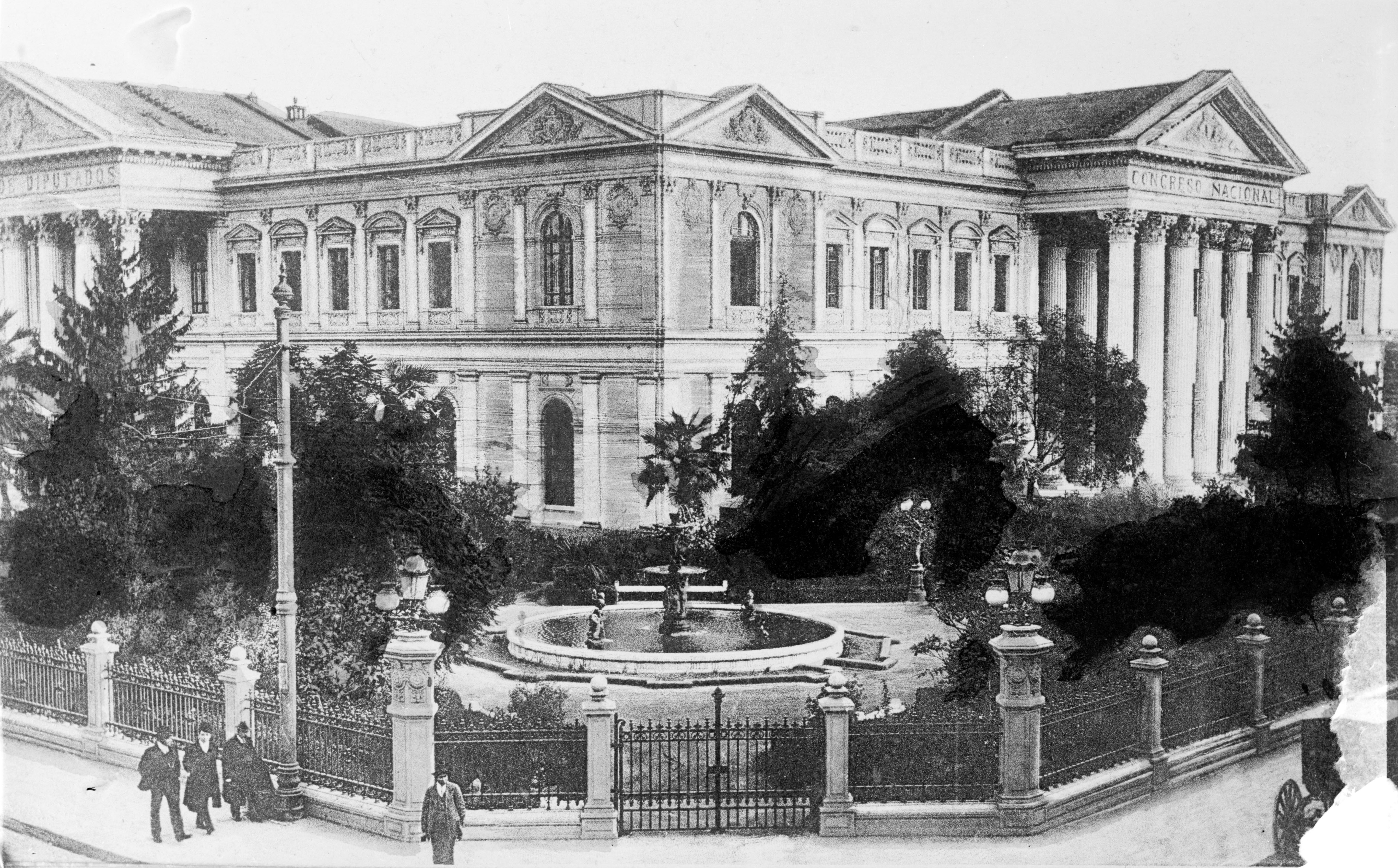
Buitenzijde van het oude parlementsgebouw in Santiago (1908)
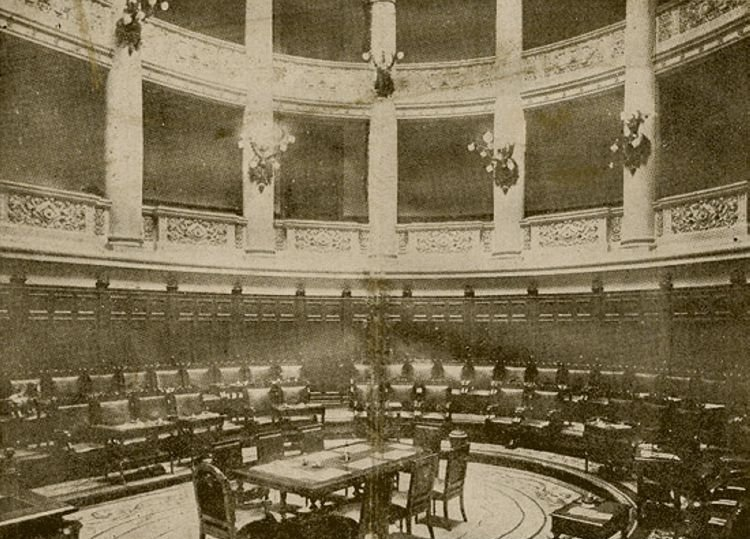
Senaat in 1918 (Santiago)
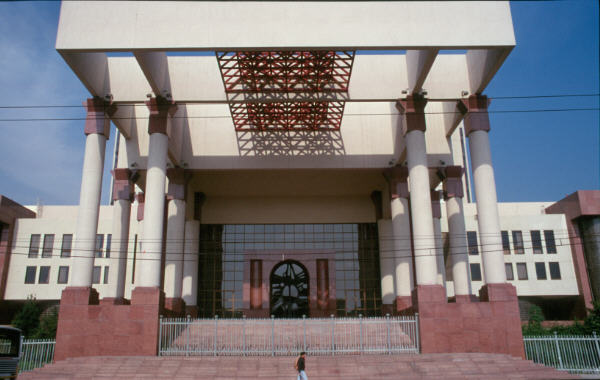
De ingang van het nieuwe Congres in Valparaíso